# Роккафранка
Роккафранка (італ. Roccafranca) — муніципалітет в Італії, у регіоні Ломбардія, провінція Брешія.
Роккафранка розташована на відстані близько 450 км на північний захід від Рима, 60 км на схід від Мілана, 26 км на захід від Брешії.
Населення — 4912 осіб (2014).

## Демографія
Населення за роками:

Станом на 1 січня 2023 року в муніципалітеті офіційно проживав 741 іноземець з 27 країн, серед них 63 громадяни країн Євросоюзу та 6 громадян України.

## Сусідні муніципалітети
- К'ярі
- Комеццано-Чиццаго
- Орцинуові
- Орцивеккі
- Пумененго
- Рудіано
- Сончино
- Торре-Паллавічина